# Таласская долина
Тала́сская доли́на (кирг. Талас өрөөнү) — межгорная впадина в Северном Тянь-Шане, главным образом в Кыргызстане. Расположена между Киргизским хребтом на севере и Таласским Ала-Тоо на юге.
Долина лежит на высоте 600—2000 м. Протяжённость её составляет около 250 км. По днищу котловины протекает река Талас. Склоны и коренное днище сложены сланцем, песчаником, известняком с интрузией гранитов. Господствуют полупустынные, сухостепные и степные ландшафты; на плоском дне долины и конусах выноса притоков Таласа — оазисные земли. В Таласской долине находится город Талас, около которого в 751 году произошла Таласская битва.